# Публије Теренције Афер
Публије Теренције Афер (лат. Publius Terentius Afer, око 195. п. н. е. – 159. п. н. е.), познат и само као Теренције, био је, након Плаута, други велики писац комедија у римској књижевности. 

## Живот
Теренције је рођен око 195. године п. н. е. (тачна година није позната) у Картагини, па је зато и назван Afer ( „Африканац“). У Рим је дошао као роб римског сенатора Теренција Лукана, који му је пружио формално образовање и касније га, одушевљен његовим талентом, пустио на слободу. 
Као књижевник Теренције је, исто као и Еније, припадао угледном кругу Сципиона Африканца Млађег, каснијег освајача Картагине у трећем пунском рату. Овај је књижевни круг посебно подржавао хеленизацију која је све више прожимала римско друштво, а његов други истакнути члан био је Гај Лелије. Теренцијеви књижевни противници чак су ширили гласине о томе како његове комедије заправо пишу Сципион и Лелије, којима је због племенитог порекла било недостојно да се јавно појављују као сценски писци.
Када је имао 25 година Теренције је, након што је на позорници приказао својих шест комедија, напустио Рим и кренуо у Грчку. Према тврдњама из антике, на овом путовању је и умро.

## Дела
Као и Плаут, Теренције је прерађивао дела нове атичке комедије. Као и Плаут, био је много више од обичног преводиоца, како се види и из недавних открића остатака античких грчких комедија на које се угледао. Ипак, Теренцијеве се комедије стилски, језички и ситуационо снажно разликују од Плаутових. Од шест његових комедија четири се заснивају на Менандровим оригиналима ("Девојка с Андроса“, „Самомучитељ“, „Браћа“ и „Евхнух“), док су остале две ("Свекрва“ и „Филемон“) написане на основи дела слабо познатог Аполодора Каришћанина. Како Филемон и Дифил, којима се Плаут обилно служио, нису заступљени, види се да Теренције посеже само за делима „највиших“ представника нове атичке комедије. Радња и општа атмосфера Теренцијевих комедија у потпуности су „грчке“: у њима нема плаутовске "романизације" ликова и ситуација
Пролози, у којима се код Плаута даје сажетак драмске радње или сажетак догађаја који су драмској радњи претходили, код Теренција су посвећени искључиво полемици о књижевним питањима. Теренције се, наиме, суочавао с јаком књижевном опозицијом која је долазила из круга око комедиографа Цецилија Стација и која је песнику пребацивала превише слободно третирање грчких оригинала, контаминацију (= спајање два или више грчких оригинала у једну римску обраду) те оптужбу да он заправо и није писац комедија приказаних под његовим именом. Теренције се од ових оптужби брани у пролозима својих драма, за које се може рећи да представљају најраније документоване примере књижевне критике. У њима сазнајемо и какви су у то доба били погледи на оригиналност књижевног стваралаштва: превод комада с грчкога језика сматрао се оригиналним делом, али коришћење дела које је већ било обрађено на латинском језику сматрало се „крађом“. Контаминацију, која се у пролозима оправдава позивањем на праксу Невија, Енија и Плаута, користи Теренције веома опрезно, пазећи да се не поремети строга архитектоника радње и доследно развијање ликова.
Језик Теренцијевих комедија је говор образованих кругова римског друштва и ближи је књижевном латинитету него Плаутов. Његови дијалози избегавају лакрдију и грубост. Драме су му прожете сентименталношћу и хуманизмом, али у комичкој снази знатно заостају за Плаутовим.
И у Теренцијевим комедијама налазе се сви они типски ликови (строги отац, заљубљени младић, лукави роб итд.) који су стална карактеристика нове атичке комедије и његовог претходника Плаута. Сачувано је свих шест Теренцијевих комедија:
- Девојка с Андроса (Andria, око 170. п. н. е.; Андрос = једно од кикладских острва, око 10 km југоисточно од Еубеје) грађена је на супротности два лукавца: то су, с једне стране, старац који жели да му се син ожени кћерком богатог суседа, а с друге стране роб старчевог сина, који своме господару помаже да се ожени вољеном сиромашном девојком. Расплет је типичан: у уобичајеној сцени „препознавања“ испоставља се да је сиромашна девојка у ствари давно изгубљена кћерка истог оног суседа.
- Свекрва (Hecyra, 165. п. н. е.) на ироничан се начин бави љубавном тематиком. Младић се на очев наговор, а против своје воље, оженио девојком племенитог рода, иако је био заљубљен у једну хетеру. Ипак, временом је заволео своју супругу и, након неколико месеци брака, с њом водио љубав. Установи се, међутим, да је она била трудна још пре него што је ступила у брак. То њена мајка покушава да сакрије тако што измисли да између девојке и њене свекрве постоји некакав сукоб, па због тога девојку одведе натраг родитељској кући. Младић одлучи да се из поштовања према својој мајци разведе од жене. Након даљих перипетија све се завршава срећно уз типично „препознавање“: на основи једног прстена установи се да је младић заправо онај мушкарац који је девојку обљубио пре брака.
- Браћа (Adelphoe, 160. п. н. е.) баве се проблемом васпитања: строги Атињанин Демеја, који све своје време проводи у раду на свом сеоском имању, има два сина, од којих једног посињује његов брат нежења који живи у граду и ужива у удобностима градског живота. У складу са различитим карактерима, двојица браће васпитавају два младића на сасвим различите начине. У драми оба младића упадају у љубавне проблеме, у које се уплиће и строги Демеја, који почиње и с карикирањем братовљеве либералности. Уз помоћ једног спретног роба све се срећно завршава, али Теренцијева порука је у томе да су приступи оба брата погрешни те да се права мера налази негде у средини.
- Самомучитељ (Heauton Timorumenos, око 163. п. н. е.) бави се сличним проблемом породичног васпитања: отац себе ставља на тешке казне зато што је својом строгошћу натерао сина на бекство од куће. Међутим, тај старац је много срдачнији од суседа који је на речима либералан али у својој породици није умео створити узајамно поверење.
- Евнух (Eunuchus, 161. п. н. е.) говори о младићу који је заљубљен у хетеру. Хетера пак покушава да испослује ослобађање једне девојке из ропства, за коју зна да је рођена као слободна. Договорила се са неким плаћеником, једним од својих љубавника, да јој купи ову девојку као поклон. Младићев млађи брат угледа девојку док је плаћеник доводи и одмах се заљубљује у њу. На предлог лукавог роба, млађи брат се представља као евнух, чиме лако добија приступ у девојчине приватне одаје у хетериној кући. Искористи прву шансу и обљуби девојку. Након перипетија, у које се укључује и девојчин брат, све се срећно завршава, а младић који се представљао као евнух оженио се с девојком коју је обљубио.
- Формион (Phormio, 161. п. н. е.) има такође љубавну тематику и заснива се на ситуацијама интриге и замене идентитета. Средишње место заузима лукави паразит, по коме је комедија и добила име и који све време усмерава драмску радњу. Употреба „двоструког“ заплета с два заљубљена младића и њихова два оца пружају песнику могућност за дубинску карактеризацију ликова.